# Engel aus zweiter Hand
Engel aus zweiter Hand (Originaltitel: The Shopworn Angel) ist ein US-amerikanisches Filmdrama von H. C. Potter aus dem Jahr 1938. Als literarische Vorlage diente die Kurzgeschichte Pettigrew’s Girl (1918) von Dana Burnet.

## Handlung
Am 6. April 1917 treten die Vereinigten Staaten in den Ersten Weltkrieg ein. Im ganzen Land werden junge Männer als Soldaten rekrutiert, so auch Bill Pettigrew aus Texas, der mit anderen Rekruten in New York eintrifft und dort zum ersten Mal einen Wolkenkratzer sieht. Als er am Abend allein in der Großstadt unterwegs ist, wird er von einem Wagen angefahren. Darin unterwegs ist Musicalstar Daisy Heath, die ihn auf Anweisung eines Polizisten zu seinem Camp mitnehmen soll. Dort angekommen, gibt Bill Daisy vor seinen Kameraden als seine Freundin aus. Weil sie ihm nicht glauben, dass er Daisy wirklich kennt, bestehen seine Kameraden darauf, dass Bill ihnen Daisy nach einer ihrer Bühnenshows vorstellt. Zu Bills Überraschung zeigt sich Daisy bereit, seine Freundin zu spielen. In einer Milchbar gesteht er ihr, dass er sie notgedrungen zu seiner Freundin erklärt hat, weil alle anderen Rekruten eine Freundin haben und sie ihn sonst aufgezogen hätten. Zurück in ihrem Hotel findet Daisy ihren Manager Sam Bailey und andere Theaterleute vergnügt feiernd auf ihrem Zimmer vor.
Am nächsten Morgen hat Daisy einen Kater. Sam, der sich Sorgen um Daisy macht, da sie sich zunehmend matt und gelangweilt fühlt, stattet ihr wie immer einen Besuch ab. Bill, der sich Hals über Kopf in Daisy verliebt hat, kommt mit Blumen und Pralinen ebenfalls vorbei. Er erkundigt sich nach ihrem Befinden und freut sich, als ihm Daisy ein Foto von sich schenkt. Nachdem Daisy einen umjubelten Auftritt im Soldatencamp absolviert hat, passt Bill sie am Hinterausgang ab. Mit seiner unschuldigen Art kann er Daisy überreden, ihm tags darauf New York zu zeigen. Gemeinsam besuchen sie einen Vergnügungspark auf Coney Island und Daisy kehrt freudestrahlend in ihr Hotel zurück, wo Sam bereits ungeduldig auf sie wartet. Als Sam eifersüchtig reagiert, versichert ihm Daisy, dass es dafür keinen Grund gebe, und gibt ihm einen Kuss.
Als Bill erfährt, dass er in wenigen Stunden an die Front in Frankreich ziehen muss, verlässt er ohne Erlaubnis das Camp und eilt zu Daisys Hotel. Daisy ist jedoch nicht da. Sie verbringt den Tag mit Sam auf dem Land. Bill wartet vor ihrem Theater auf Daisys Rückkehr. Als sie dort eintrifft, bittet er sie, die letzten Stunden, die er noch in New York weilt, gemeinsam zu verbringen. Daisy lässt ihn zunächst abblitzen, entschließt sich dann aber doch, mit ihm zu gehen. Beim Tanz in einem Biergarten gesteht er ihr seine Liebe. Als ein Regenschauer einsetzt, eilen sie in Daisys Hotel, wo Bill sie ersucht, ihn noch vor seiner Abreise zu heiraten. Als Sam eintrifft und er erneut eifersüchtig ist, versucht ihm Daisy unter vier Augen zu erklären, wie viel es Bill bedeutet, wenn sie ihn heiratet, und er so mit einer schönen Erinnerung in den Krieg ziehen könnte. Sam gibt sich schließlich geschlagen und verlässt enttäuscht das Hotel. Daisy wiederum, die Sam aufrichtig liebt, zieht sich weinend in ihr Schlafzimmer zurück. In der Kapelle des Camps werden Bill und Daisy schließlich getraut. Unerwartet trifft Sam ein und gratuliert dem frischgebackenen Bräutigam, der sich gleich darauf mit einem Kuss von Daisy verabschieden muss und nach Frankreich verschifft wird. An der Front schreibt er Daisy jeden Tag einen Brief. Eines Tages jedoch trifft ein Brief der Regierung ein. Daisys Hausmädchen Martha nimmt ihn in Empfang und ahnt, was in dem Schreiben steht. Sie eilt in einen Club, in dem Daisy gerade einen Auftritt hat, und gibt Sam den Brief. Als dieser ihn öffnet, sieht Daisy Bills Erkennungsmarke und hört auf zu singen. Auf Sams Ermutigung hin singt sie mit Tränen in den Augen weiter.

## Hintergrund
Bereits 1919 und 1928 wurde Dana Burnets Vorlage von Paramount Pictures verfilmt. Die Version von 1928 entstand unter der Regie von Richard Wallace und war überaus erfolgreich an den Kinokassen. Die Hauptrollen spielten seinerzeit Gary Cooper und Nancy Carroll. Mitte der 1930er Jahre erwarb MGM die Verfilmungsrechte von Paramount für eine Neuverfilmung mit Jean Harlow, die jedoch 1937 verstarb. Joan Crawford und Rosalind Russell waren daraufhin für die weibliche Hauptrolle im Gespräch, die letztlich jedoch Margaret Sullavan erhielt. Melvyn Douglas wiederum war ursprünglich für Walter Pidgeons Rolle vorgesehen. Die Regie sollte zunächst Richard Thorpe und dann Julien Duvivier übernehmen. Am Ende entschied man sich für H. C. Potter, der bei Samuel Goldwyn unter Vertrag stand.
Um der Zensur, dem sogenannten Production Code, zu entsprechen, mussten die Figuren teilweise umgeschrieben werden. Sullavans Rolle wurde so von einer abgeklärten Revuetänzerin zum lediglich gelangweilten Musicalstar. Aus Pidgeons Rolle, einem Gangster, machte man kurzerhand einen Manager. Auch durfte die Liebesbeziehung zwischen Sullavans und Stewarts Figuren nur züchtig dargestellt werden. Die Dreharbeiten fanden vom 28. März bis 6. Mai 1938 statt. Bei ihren beiden Gesangseinlagen zu dem Lied Pack Up Your Troubles In Your Old Kit Bag and Smile, Smile, Smile! wurde Sullavan von der Broadway-Sängerin Mary Martin synchronisiert. Die Filmbauten gestaltete Cedric Gibbons, die Kostüme entwarf Adrian.
Der Film kam am 15. Juli 1938 in die US-amerikanischen Kinos. Die Kritiken waren durchwachsen, dennoch erwies sich Engel aus zweiter Hand als großer Erfolg an der Kinokasse. In Deutschland wurde der Film erstmals am 6. März 1988 von der ARD im Fernsehen gezeigt.

## Kritiken
Für das Lexikon des internationalen Films war Engel aus zweiter Hand ein „Balanceakt zwischen Komik und Rührung, Naivität und Kalkül“. „Romantischer Herzwärmer mit einem Traumpaar“, befand Cinema. Der Filmkritiker Leonard Maltin stellte fest, dass „Stewart und Sullavan stets ein schönes Paar abgeben, sogar in diesem eher seichten Drama“.

## Deutsche Fassung
Eine deutsche Synchronfassung entstand 1988 bei der Bavaria Film Synchron in München.
| Rolle          | Darsteller        | Synchronsprecher |
| -------------- | ----------------- | ---------------- |
| Daisy Heath    | Margaret Sullavan | Viktoria Brams   |
| Bill Pettigrew | James Stewart     | Sigmar Solbach   |
| Sam Bailey     | Walter Pidgeon    | Christian Wolff  |
| Martha         | Hattie McDaniel   | Maria Landrock   |
| Dice           | Nat Pendleton     | Joachim Höppner  |
| Thin Lips      | Alan Curtis       | Martin Umbach    |
| Leer           | Sam Levene        | Leon Rainer      |